# 약

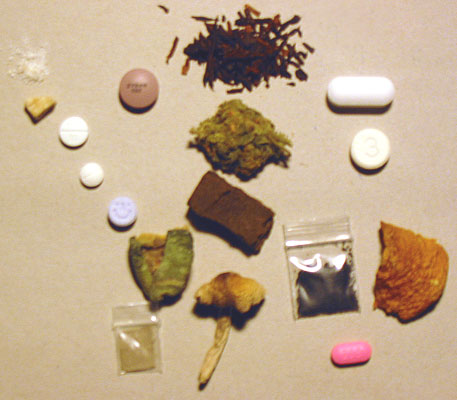

약(藥, 영어: medicine) 또는 약물(藥物) 혹은 약제(藥劑)는 질병이나 부상, 기타 신체의 이상을 치료 또는 예방, 억제하기 위해 먹거나, 바르거나, 직접 하는 등의 방법으로 생물에게 투여하는 물질을 통틀어 말한다. 영양분 보충을 위한 영양제나 기분이 좋아지기 위해 투여하는 마약, 생물을 죽이거나 해를 입히기 위한 독약, 고통을 줄이기 위한 진통제나 마취제, 심지어는 음식 등도 약의 범주에 포함될 수 있다. 때로는 화학 물질들을 약품으로 부르기도 하고 독성 물질이 약으로 쓰일 때도 있다.
약리학에서 약물은 일반적으로 구조가 알려진 화학 물질로, 살아있는 유기체에 투여될 때 생물학적 효과를 생성한다. 의약품은 질병을 치료, 예방 또는 진단하거나 웰빙을 촉진하는 데 사용되는 화학 물질이다. 전통적으로 약물은 약용 식물에서 추출하여 얻었지만 최근에는 유기 합성을 통해서도 얻었다. 의약품은 제한된 기간 동안 사용하거나 만성 질환의 경우 정기적으로 사용할 수 있다.
의약품은 종종 약물 클래스, 즉 유사한 화학 구조, 동일한 작용 메커니즘(동일한 생물학적 표적에 결합), 관련 작용 방식을 가지며 동일한 질병을 치료하는 데 사용되는 관련 약물 그룹으로 분류된다. 가장 널리 사용되는 약물 분류 시스템인 해부학적 치료 화학물질 분류 시스템(ATC)은 약물에 고유한 ATC 코드를 할당한다. 이 코드는 ATC 시스템 내의 특정 약물 클래스에 할당하는 영숫자 코드이다. 또 다른 주요 분류 시스템은 바이오의약품 분류 시스템이다. 이는 용해도, 투과성 또는 흡수 특성에 따라 약물을 분류한다.
향정신성 약물은 중추신경계 기능에 영향을 주어 지각, 기분 또는 의식을 변화시키는 물질이다. 이러한 약물은 각성제, 진정제, 항우울제, 항불안제, 항정신병제, 환각제 등 다양한 그룹으로 분류된다. 이러한 향정신성 약물은 전 세계적으로 정신 장애를 포함한 광범위한 의학적 상태를 치료하는 데 유용한 것으로 입증되었다. 세계에서 가장 널리 사용되는 약물로는 카페인, 니코틴, 알코올 등이 있으며, 이들 역시 약용 목적이 아닌 즐거움을 위해 사용되기 때문에 기분전환용 약물로 간주된다. 모든 약물에는 잠재적인 부작용이 있을 수 있다. 여러 향정신성 약물을 남용하면 중독 및 신체적 의존성을 유발할 수 있다. 각성제를 과도하게 사용하면 각성제 정신병을 촉진할 수 있다. 많은 기분전환용 약물은 불법이며 마약 금지를 위해 마약에 관한 단일 협약과 같은 국제 조약이 존재한다.

## 종류
- 각성제(覺醒劑, stimulant)는 몸의 중추신경계를 자극하며 교감신경계를 흥분시키는 약물이다.
- 마취제(痲醉劑, anesthetic)는 몸의 지각(감각)을 마비시키고 의식을 상실시켜 힘줄의 긴장과 반사를 제거하는 약물이다.
- 소염제( 消炎劑, anti-inflammatory)는 염증을 치료하고 방지하는 약. 작용에 따라 소염 진통제와 소염 효소제로 나뉜다.
- 비타민제(vitamin compound)는 비타민을 주성분으로 하고 몸의 중요한 기능을 하게 해주는 영양제다.
- 소화제(消化劑, digestant)는 음식물의 소화를 촉진시키는 약물이다.
- 진통제(鎭痛劑, anodynia)는 몸이 쑤시고 아픈 증상을 제거하거나 경감시키는 목적으로 사용하는 의약품이다.
- 항생제(抗生劑, antibiotic)는 다른 미생물의 발육을 억제하거나 사멸시키는 물질이다.
- 항염제(抗炎劑, antiphlogistics, anti-inflammatory, 소염제)는 국소적으로 작용하여 염증을 제거하는 약제다.
- 해열제(解熱劑, antipyretic)는 체온이 비정상적으로 높아졌을 때 낮출 수 있는 의약품이다.
- 호르몬제(hormone drug)는 호르몬의 생리학적 특성을 이용해 특수한 질환의 치료에 사용하는 약제다.
- 항바이러스제는 체내에 침입한 바이러스의 작용을 약화시키거나 소멸시키는 약제다. 인터페론 등이 있다.

## 약물 복용
약물의 복용은 처방전에 의한 지시를 준수하는 것이 가장 효과적이다. 약물복용의 불규칙성은 금단 현상, 약물병용, 내성, 약물부작용 등 약물의 부정적 효과뿐만 아니라 신체 기능에 악영향을 야기하는 조건이 될 수 있다. 따라서 특히 약물복용의 교체는 아주 민감한 상황의 전개를 의미하며 세심한 전략적 검토가 요구된다.

## 같이 보기
- 의약품
- 용량반응곡선